# Овасе
 Овасе  (јап. 尾鷲市) град је у Јапану у префектури Мије. Према попису становништва из септембра 2012. у граду је живело 19.175 становника.

## Становништво
Према подацима са пописа, у граду је 2012. године живело 19.175 становника.
| 1995. | 2000.  | 2005.  |
| ----- | ------ | ------ |
| [ 1 ] | 22.861 | 19.175 |